# إميليا كامبل
إميليا كامبل (بالإنجليزية: Amelia Campbell)‏ (و. 1965  م) هي ممثلة تلفزيونية، وممثلة أفلام، وممثلة مسرحية، وممثلة من الولايات المتحدة، وكندا، ولدت في مونتريال.

## التعليم
تعلمت في جامعة سيراكيوز.

## وصلات خارجية
- إميليا كامبل على موقع IMDb (الإنجليزية)
- إميليا كامبل على موقع ألو سيني (الفرنسية)
- إميليا كامبل على موقع أول موفي (الإنجليزية)
- إميليا كامبل على موقع قاعدة بيانات برودواي على الإنترنت (الإنجليزية)
- إميليا كامبل على موقع قاعدة بيانات الأفلام السويدية (السويدية)
- إميليا كامبل على موقع قاعدة بيانات الفيلم (الإنجليزية)
- إميليا كامبل على موقع كينوبويسك (الروسية)